# Анджело Лонгоні
Анджело Лонгоні (італ. Angelo Longoni, 17 січня 1933, Лекко — 17 червня 1993, Лекко) — італійський футболіст, що грав на позиції півзахисника, зокрема за «Аталанту», а також національну збірну Італії. По завершенні ігрової кар'єри — тренер.

## Клубна кар'єра
Народився 17 січня 1933 року в місті Лекко. Вихованець футбольної школи місцевого однойменного клубу. Дорослу футбольну кар'єру розпочав 1949 року в основній команді «Лекко», в якій провів один сезон. 
1950 року юний гравець перейшов до «Мілан», за головну команду якого дебютував утім лише в сезоні 1952/53.
Так і не ставши гравцем основного складу в «Мілані», 1954 року уклав контракт з «Аталантою», на той час одним з аутсайдерів Серії А. У цій команді і провів наступні сім років своєї кар'єри, здебільшого як стабільний гравець основного складу.
Згодом з 1961 по 1964 рік грав у другому дивізіоні за «Лаціо» та у третьому за «Віз Пезаро».
Завершував ігрову кар'єру у рідному «Лекко» протягом 1964–1965 років.

## Виступи за збірну
У грудні 1956 року дебютував у складі національної збірної Італії, взявши участь у грі Кубка Центральної Європи 1955—1960 проти збірної Австрії (перемога 2:1). Став автором обох м'ячів своєї команди у цьому матчі. Попри такий успішний дебют у подальшому до лав національної команди не залучався.

## Кар'єра тренера
Розпочав тренерську кар'єру невдовзі по завершенні кар'єри гравця, 1967 року, очоливши тренерський штаб рідного клубу «Лекко», де працював до наступного року. Пізніше повертався на тренерський місток «Лекко» протягом 1970–1973 років, а згодом і завершував тренерську кар'єру у 1981–1983 роках.
До того також тренував команди «Кротоне», «Джуліанови», «Марсали» та «Абано Терме».
Помер 17 червня 1993 року на 61-му році життя в рідному Лекко.
| Дата      | Місто | Господарі | Результат | Гості   | Турнір                             | Голи | Примітки |
| --------- | ----- | --------- | --------- | ------- | ---------------------------------- | ---- | -------- |
| 9-12-1956 | Генуя | Італія    | 2 – 1     | Австрія | Кубок Центральної Європи 1955-1960 | 2    |          |
| Усього    |       | Матчів    | 1         |         | Голів                              | 2    |          |

## Титули і досягнення
- Чемпіон Італії (1):

«Мілан»: 1950-1951